# Бакулин, Сергей Васильевич (спортсмен)
Сергей Васильевич Бакулин (13 ноября 1986, Инсар) — российский легкоатлет. Бронзовый призёр чемпионата Европы (2010) и чемпион России (2011). Заслуженный мастер спорта России.

## Спортивные достижения
| Год  | Турнир | Место проведения       | Место   | Дистанция |
| ---- | --- | ---------------------- | ------- | --------- |
| 2007 | Чемпионат и первенство России среди молодёжи (85-87 гг.р.), юниоров (88-89 гг.р.), юношей и девушек (90-91 гг.р.) по спортивной ходьбе | Чебоксары, Россия      | 1-е     | 35 км     |
| 2007 | 6-й молодёжный чемпионат Европы | Дебрецен, Венгрия      | 3-е     | 20 км     |
| 2008 | Чемпионат по спортивной ходьбе | Адлер, Россия          | 2-е     | 20 км     |
| 2009 | Чемпионат России по спортивной ходьбе                                                                                                  | Адлер, Россия          | 1-е     | 35 км     |
| 2009 | Чемпионат и первенства России по спортивной ходьбе                                                                                     | Чебоксары, Россия      | 2-е     | 50 км     |
| 2009 | Всемирная Универсиада | Белград, Сербия        | 1-е     | 20 км.    |
| 2010 | Чемпионат и первенства России по спортивной ходьбе                                                                                     | Адлер, Россия          | 1-е     | 35 км     |
| 2010 | Чемпионат Европы | Барселона, Испания     | 3-е     | 50 км     |
| 2011 | Чемпионат мира | Тэгу, Корея            | 1-е DSQ | 50 км     |
| 2012 | Олимпийские игры | Лондон, Великобритания | 6-е DSQ | 50 км     |
| 2016 | Чемпионат по спортивной ходьбе | Сочи, Россия           | 2-е     | 20 км     |

## Допинг-скандал
20 января 2015 года стало известно что РУСАДА дисквалифицировала спортсмена на три года и два месяца за нарушение антидопинговых правил, с аннулированием части результатов.
24 марта 2016 года Спортивный арбитражный суд в Лозанне принял решение аннулировать все результаты Бакулина с 25 февраля 2011 года по 24 декабря 2012 года.

## Интервью
- Сергей Бакулин: «С меня 150 и пирожок»